# 漢堡總動員
《漢堡總動員》（英語：Good Burger）是一部1997年美國喜劇片，改編自尼克儿童频道喜劇節目《歡笑時刻》的同名喜劇小品；劇情講述一名傻勁十足的青少年和新同事試圖挽救自己上班的漢堡店，避免被對面新開張的競爭對手擊敗。電影由尼克兒童電影和東林/羅賓斯製片公司合製，布萊恩·羅賓斯執導，丹·史奈德以及凱文·科佩洛與希斯·塞弗特擔任編劇，凱南·湯普森、凱爾·米歇爾及艾巴·維戈達主演。
電影1997年3月至4月拍攝完成後，派拉蒙影業排定1997年7月25日美國上映。續集《漢堡總動員2》由米歇爾和湯普森回歸演出，2023年開始製作並於同年推出。

## 劇情
暑假的第一天，懶散的高中生德克斯特·瑞德在母親出差期間開著她的車兜風，但與老師惠特先生的車發生碰撞。沒有駕照或汽車保險的德克斯特恐將入獄，惠特先生同意讓他支付損失，以換取不報警。估計損失為1900美元，德克斯特決定找一份暑期工籌錢。他到即將開張的摩多漢堡（Mondo Burger）餐廳擔任受訓員工，但與老闆兼經理寇特·鮑威爾發生衝突而遭開除。最後只好到對面的古德漢堡（Good Burger）工作，結識了傻勁十足的櫃台人員艾德，同時不情願地與其他員工成為了朋友。後來德克斯特察覺，艾德正是當天害自己開車閃避而撞上老師車子的外送員，但隨著他們繼續合作，最終還是原諒了對方。
盛大開業的摩多漢堡擁有超大漢堡和精美的裝潢，搶走了古德漢堡的客源，古德漢堡生意面臨危機。然而，艾德自創的一種調味醬汁拯救了古德漢堡。德克斯特利用艾德的輕信讓對方簽下一份分帳不合理的合約，以便自己能盡快還清債務：艾德從醬汁獲得獎金的八成歸於德克斯特。德克斯特還警告艾德不得將配分告訴任何人。艾德的醬汁大幅增加古德漢堡的收入，導致寇特企圖拉攏艾德。用高工資拉攏艾德失敗後，寇特派出一位美女員工羅珊引誘對方說出配方。結果，她屢次被艾德的耍蠢行為弄傷，最終辭去職務。
當一隻狗拒絕吃摩多漢堡的肉片時，艾德和德克斯特潛入摩多漢堡的廚房調查，發現他們的漢堡人為添加了非法的食品化學物「曲安帕索」（Triampathol）。寇特逮住他們，並利用關係將兩人關在瘋人院「瘋狂之山」（Demented Hills）中，阻止秘密外流。之後，寇特和手下在深夜闖入古德漢堡，將一種叫做鯊魚毒的合成毒素加入艾德的醬汁中，企圖毀掉古德漢堡的名譽。睡在該處所的老員工奧提斯逮住他們，但卻反被寇特也送進了瘋狂之山。奧提斯將寇特的陰謀告訴艾德和德克斯特，三人逃離瘋人院並劫持了一輛冰淇淋車返回古德漢堡，及時到達以防止任何人吃下毒醬。
德克斯特與艾德隨後闖入摩多漢堡，將他們經過化學處理的漢堡暴露給警方。德克斯特分散員工們的注意力，艾德試圖拿一罐曲安帕索時，但笨拙地將另一罐撞進絞肉機。他突發奇想，將另一罐全都倒入機器中。當寇特在屋頂上逼近德克斯特時，艾德拿著空罐子與德克斯特會合，讓寇特嘲笑艾德的愚蠢。突然，被加入過多曲安帕索的漢堡開始爆炸，導致整間摩多漢堡開始倒塌。與此同時，一個巨大的漢堡裝飾品從屋頂掉下來，砸壞了惠特先生剛修好的汽車。
此後，摩多漢堡被關閉，寇特因使用非法的添加物及污染古德漢堡的醬汁而被捕。德克斯特撕毀了與艾德的合約，將往後醬汁的所有利潤讓給對方。他們回到了古德漢堡，同事們因拯救了餐廳而對兩人表示英雄般的歡迎。

## 演員
- 凱南·湯普森飾演德克斯特·瑞德（Dexter Reed）
- 凱爾·米歇爾飾演艾德（Ed）
- 艾巴·維戈達飾演奧提斯（Otis）
- 揚·史威特曼（英语：Jan Schweiterman）飾演寇特·鮑威爾（Kurt Bozwell）
- 辛巴達（英语：Sinbad (comedian)）飾演惠特先生（Mr. Wheat）
- 莎兒·傑克森（英语：Shar Jackson）飾演莫妮卡（Monique）
- 丹·史奈德（英语：Dan Schneider）飾演貝利先生（Mr. Baily）
- 朗·李斯特（英语：Ron Lester）飾演史帕奇（Spatch）
- 喬許·瑟維爾（英语：Josh Server）飾演費茲（Fizz）
- 金妮·薛伯（Ginny Schreiber）飾演蒂蒂（Deedee）
- 琳達·卡德琳妮飾演希瑟（Heather）
- 俠客·歐尼爾飾演他自己
- 喬治·克林頓飾演舞瘋（Dancing Crazy）
- 罗伯特·乌尔飾演憤怒的顧客
- 卡門·伊萊克特拉飾演羅珊（Roxanne，未掛名）
- 馬可·休斯頓（英语：Marques Houston）飾演傑克（Jake）
- J·奧古斯特·理查茲（英语：J. August Richards）飾演格里芬（Griffin）
- 漢密爾頓·馮華茲（Hamilton Von Watts）飾演特洛（Troy）
- 洛瑞·貝絲·丹伯格（英语：Lori Beth Denberg）飾演康妮·馬爾登（Connie Muldoon）

## 外部連結
- 互联网电影数据库（IMDb）上《漢堡總動員》的资料（英文）
- AllMovie上《漢堡總動員》的资料（英文）
- 爛番茄上《漢堡總動員》的資料（英文）
- Metacritic上《漢堡總動員》的資料（英文）